# Forever (série télévisée)
Pour les articles homonymes, voir Forever.
Forever (ou Éternel au Québec) est une série télévisée américaine comportant 22 épisodes de 42 minutes créée par Matt Miller, diffusée entre le 22 septembre 2014 et le 5 mai 2015 sur le réseau ABC aux États-Unis et 25 heures en avance sur le réseau CTV au Canada.
En Belgique, la série est diffusée du 25 avril au 6 juin 2015 sur La Deux, en France, du 28 avril au 16 juin 2015 sur TF1. Elle fut ensuite rediffusée sur Chérie 25 dès le 5 octobre 2020 puis sur TMC depuis fin 2021. Au Québec, elle a été diffusée dès le 10 septembre 2015 sur le réseau V. Elle reste encore inédite dans les autres pays francophones.

## Synopsis
Le Dr Henry Morgan est immortel. Âgé de plus de 200 ans, il considère sa condition comme une malédiction. À chaque fois qu'il meurt, il renaît dans l'eau et nu, ce qui ne manque pas de lui poser quelques problèmes. Il est médecin légiste à l'institut médico-légal de New York. S'il s'intéresse d'aussi près à la mort, c'est parce qu'il cherche un remède qui le « guérirait » de son immortalité. 
Sa vie change lorsqu'il rencontre le lieutenant Jo Martinez qui reconnaît ses facultés déductives et lui demande son aide dans certaines enquêtes. Parallèlement, au fil de la série, le médecin légiste se fait harceler au téléphone par un homme très mystérieux aimant se prénommer Adam, immortel lui aussi et âgé de plus de 2 000 ans.

## Distribution

### Acteurs principaux
- Ioan Gruffudd (VF : Arnaud Bedouët) : Dr Henry Morgan
- Judd Hirsch (VF : Patrick Floersheim) : Abraham « Abe » Morgan
- Alana de la Garza (VF : Hélène Bizot) : Lieutenant Jo Martinez
- Lorraine Toussaint (VF : Virginie Emane) : Lieutenant Joanna Reece
- Donnie Keshawarz (en) (VF : Fabien Jacquelin) : Lieutenant Mike Hanson
- Joel David Moore (VF : Jean-Christophe Dollé) : Lucas Wahl

Photos des acteurs principaux
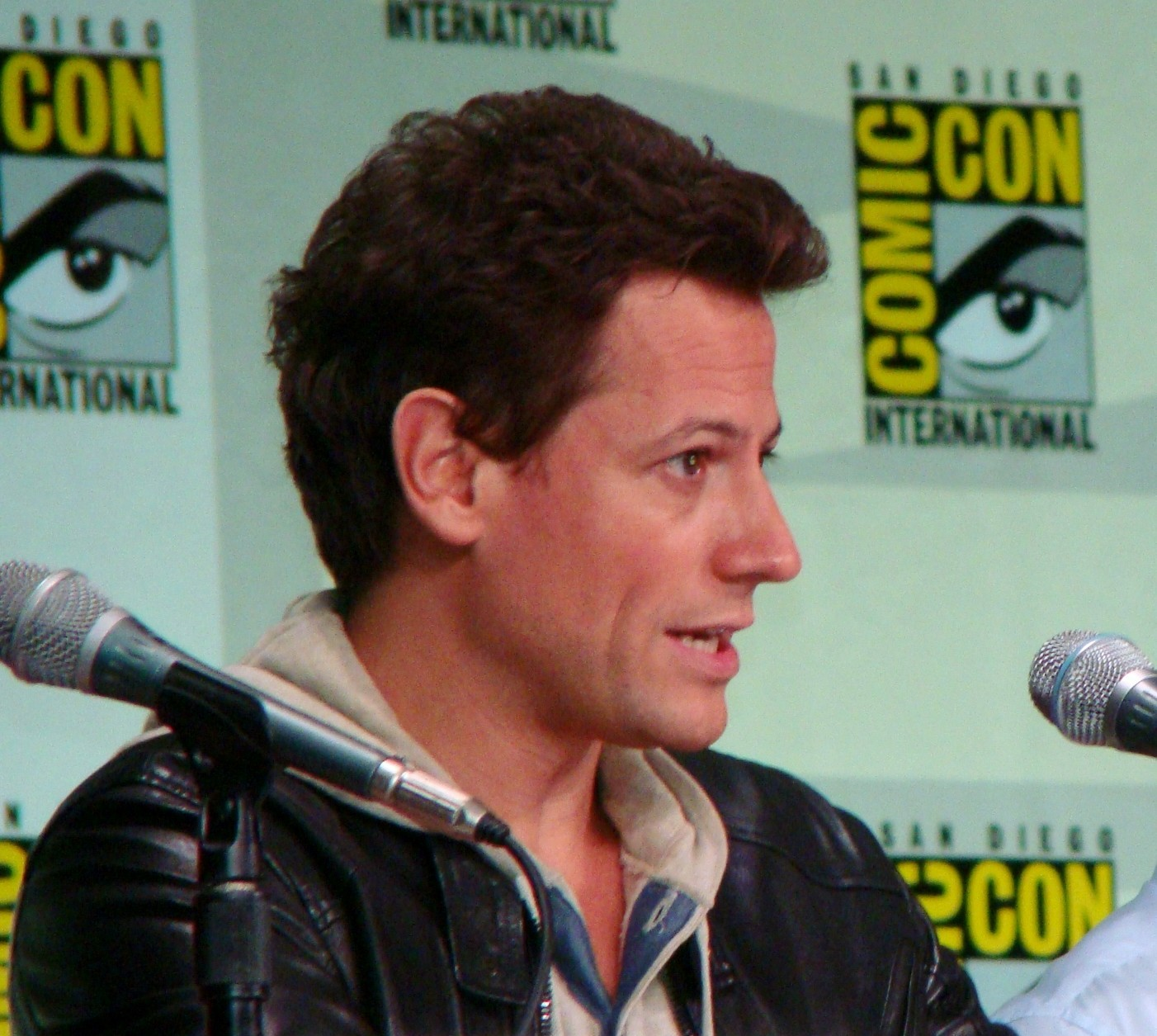
Ioan Gruffudd interprète Henry Morgan
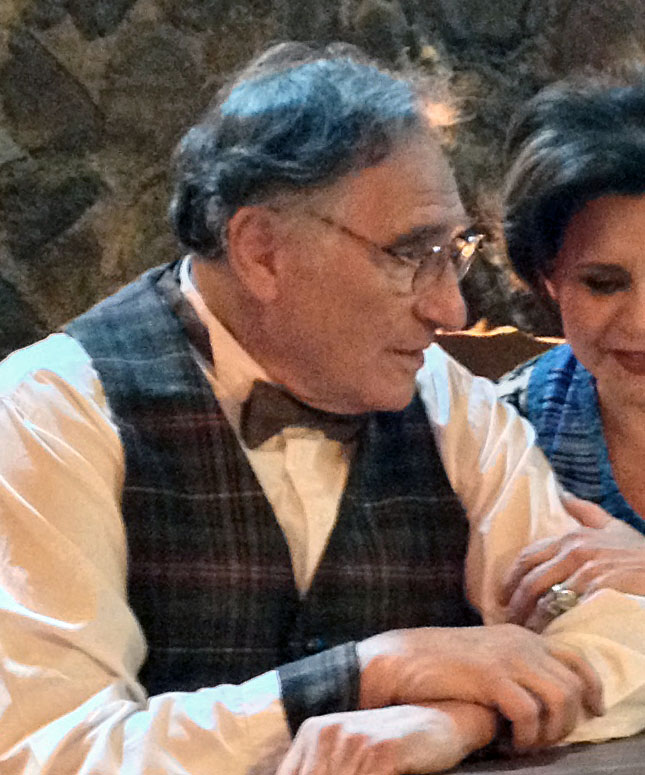
Judd Hirsch interprète Abraham « Abe » Morgan
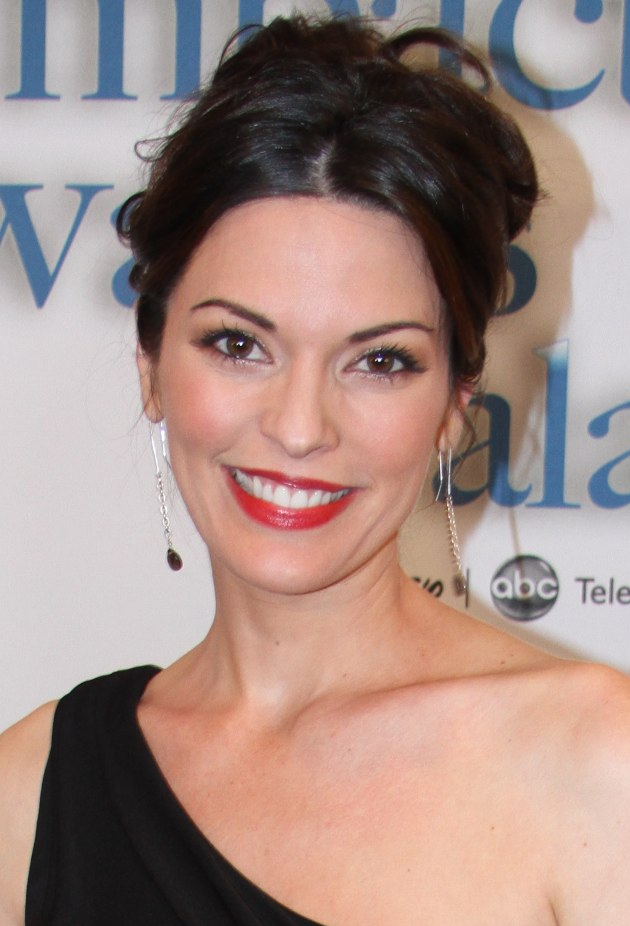
Alana de la Garza interprète Jo Martinez
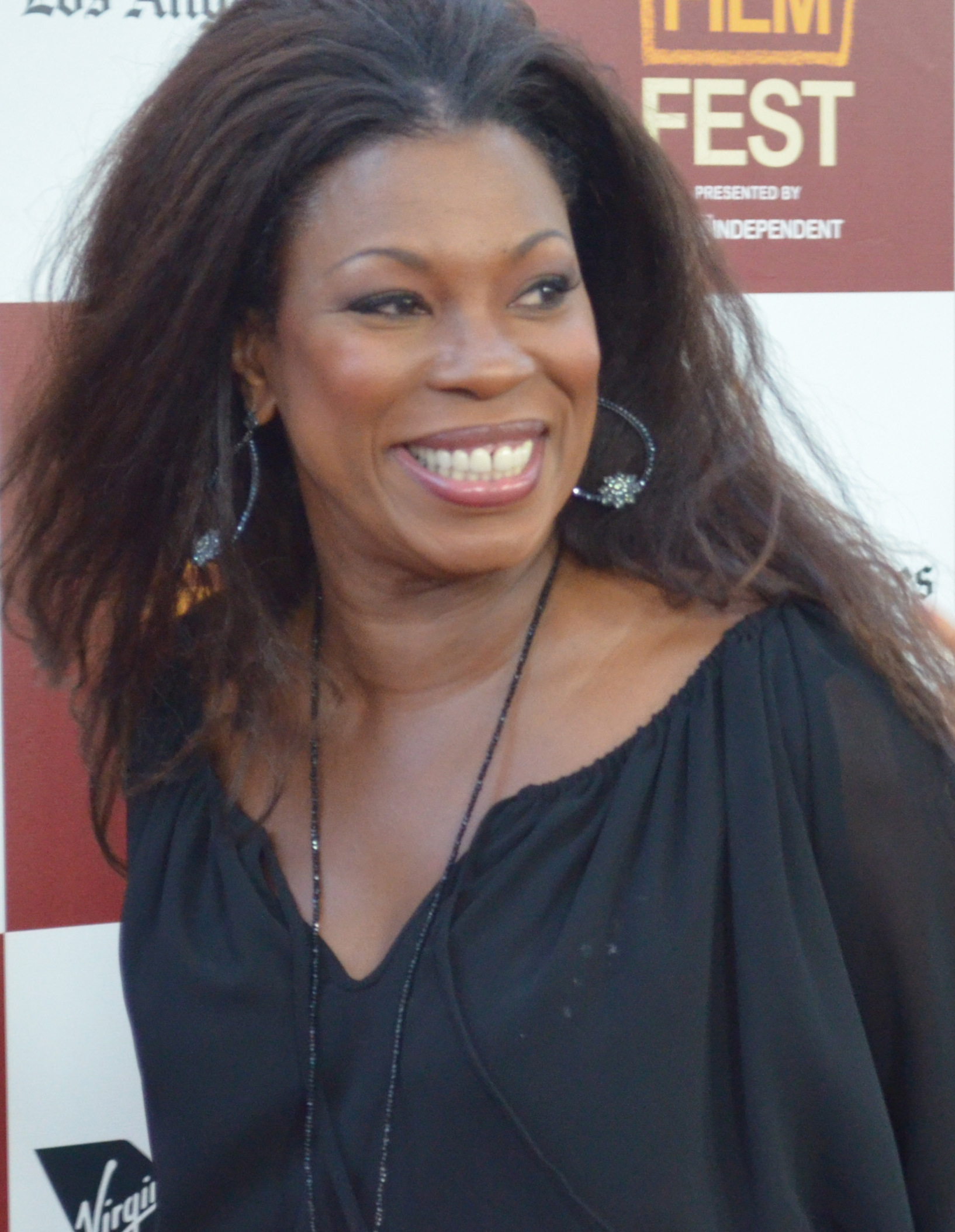
Lorraine Toussaint interprète Joanna Reece
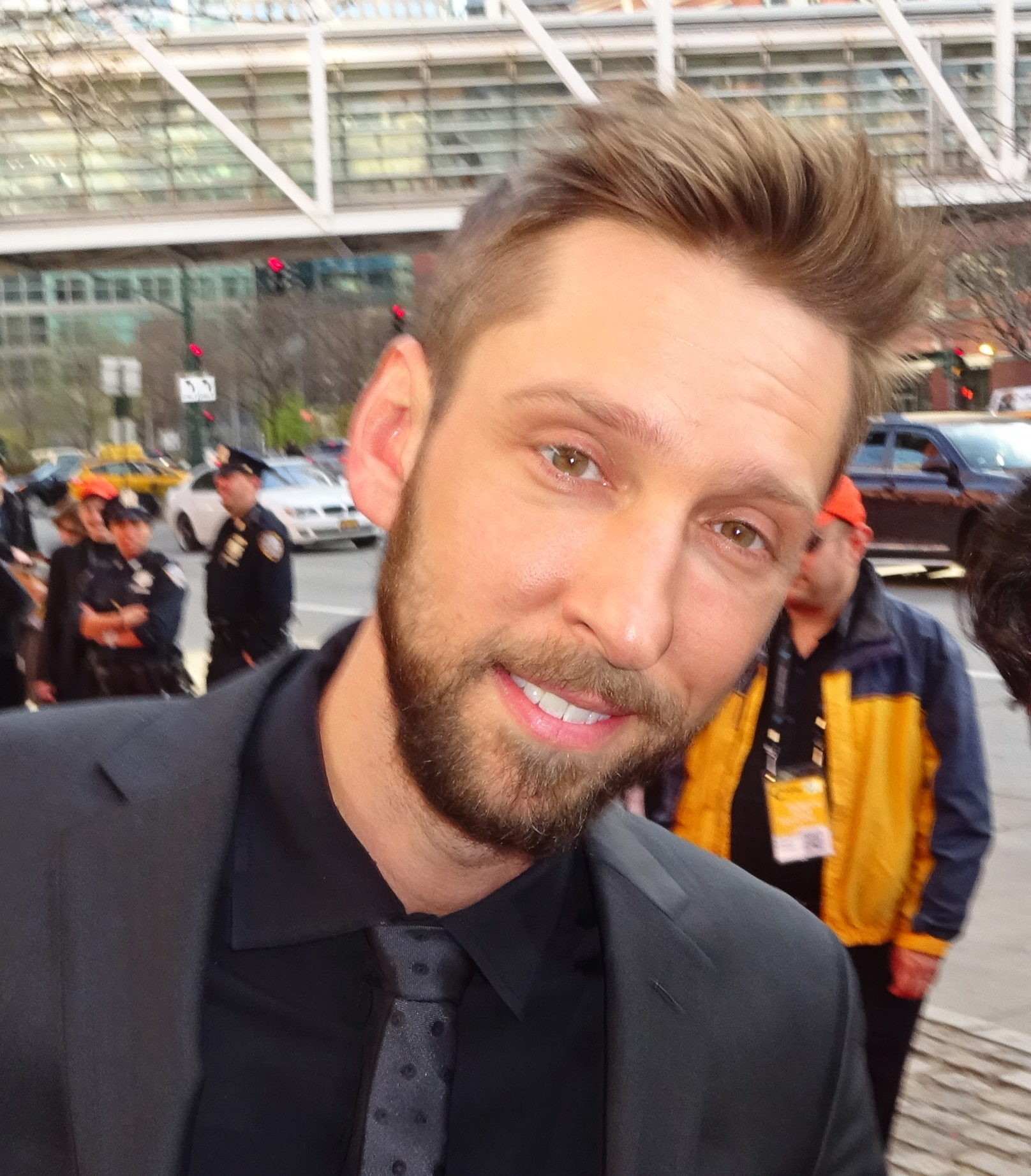
Joel David Moore interprète Lucas Wahl

### Acteurs récurrents
- MacKenzie Mauzy (VF : Caroline Mozzone) : Abigail Morgan (jeune)
- Janet Zarish (en) (VF : Blanche Ravalec) : Abigail Morgan (âgée)
- Dominic Wergeland (VF : Victor Biavan) : Abe (jeune)
- Burn Gorman (VF : Patrick Osmond) : Adam / Lewis Farber

### Invités
- Lee Tergesen (VF : Vincent Ropion) : Hans Koehler (épisode 1)
- Jack Gilpin (VF : Guy Chapellier) : Conrad Carlyle (épisode 4)
- Victoria Haynes (VF : Élisa Bourreau) : Nora Morgan (épisodes 8 et 11)
- Hilarie Burton (VF : Julie Dumas) : Iona Payne / Molly Dawes (épisodes 8 et 16)
- Jane Seymour (VF : Frédérique Tirmont) : Maureen Delacroix (épisode 8)
- Laura Fraser (VF : Anne Rondeleux) : Patricia Abbott (épisode 10)
- Gary Basaraba (VF : Vincent Grass) : Norman Sontag (épisode 10)
- Blair Brown (VF : Josiane Pinson) : Fawn Mahoney Ames (épisode 10)
- Katie Paxton (VF : Anne-Charlotte Piau) : Emily Sontag (épisode 10)
- William Baldwin : Oliver Clarion (épisode 12)
- Clarke Peters (VF : Jean-Claude Sachot) : Jerry Charters (épisode 12)
- Emily Kinney : Jennifer Schroeder (épisode 16)
- Cuba Gooding Jr. (VF : Sydney Kotto) : Isaac Monroe (épisodes 18 à 20)
- David Krumholtz : Abe jeune en 1984 (épisode 19)
- John Noble (VF : Patrick Messe) : Aubrey Griffin (épisode 22)

- Version française
  - Société de doublage : Dubbing Brothers[8]
  - Direction artistique : François Dunoyer[8]
  - Adaptation des dialogues : Christian Niemiec[8], Ludovic Manchette[8], Sylvie Morand et Mélanie de Truchis[réf. nécessaire]

 Source et légende : version française (VF) sur RS Doublage et selon le carton du doublage français télévisuel.

## Production

### Développement
Le 23 janvier 2014, le réseau ABC commande officiellement le pilote, développé par Matthew Miller,.
Le 8 mai 2014, le réseau ABC annonce officiellement après le visionnage du pilote, la commande du projet de série,.
Le 7 novembre 2014, ABC commande une saison complète de vingt-deux épisodes.
Le 7 mai 2015, la série est officiellement arrêtée.

### Casting
Les rôles ont été attribués dans cet ordre : Judd Hirsch, Ioan Gruffudd, Alana de la Garza, Joel David Moore, Barbara Eve Harris, Donnie Keshawarz et Lorraine Toussaint,.
Parmi les acteurs récurrents et invités : Jane Seymour, Hilarie Burton, William Baldwin, Emily Kinney, Cuba Gooding Jr. et John Noble.

### Tournage
La série est tournée dans le quartier de Manhattan à New York, aux États-Unis.

## Épisodes
1. Pour toujours et à jamais (Pilot)
2. Première Leçon (Look Before You Leap)
3. Cure de jeunesse (Fountain of Youth)
4. À l'article de sa vie (The Art of Murder)
5. Projet béton (The Pugilist Break)
6. Le Copycat (The Frustrating Thing About Psychopaths)
7. Gravé à jamais (New York Kids)
8. Par soumission (The Ecstasy of Agony)
9. La Musique au cœur (6 A.M.)
10. L'Homme au smoking (The Man in the Killer Suit)
11. Bains de nuit (Skinny Dipper)
12. Des loups et des hommes (The Wolves of Deep Brooklyn)
13. Blessure ouverte (Diamonds Are Forever)
14. À la lumière du passé (Hitler on the Half Shell)
15. Le Royaume (The King of Columbus Circle)
16. Photo souvenir (Memories of Murder)
17. Un monde à part (Social Engineering)
18. Prisonnier du passé (Dead Men Tell Long Tales)
19. Droit dans le mur (Punk Is Dead)
20. Sur quel pied danser (Best Foot Forward)
21. De souvenirs et d'os (The Night in Question)
22. Et la vie continue… (The Last Death of Henry Morgan)

## Personnages
- Docteur Henry Morgan : Né le 19 septembre 1779, Henry est actuellement médecin légiste pour le compte de la ville de New York. Il examine les cadavres pour résoudre les enquêtes criminelles, mais aussi le mystère de sa propre immortalité. Depuis qu'il a été tué pour la première fois, le 7 avril 1814, alors qu'il était médecin sur un navire négrier, Morgan disparaît presque immédiatement après sa mort et revient à la vie, entièrement nu, dans une étendue d'eau proche du lieu de son décès. Ce phénomène s'étant produit à de multiples reprises au cours des deux derniers siècles, ses décès successifs lui ont permis d’acquérir des connaissances médicales approfondies sur la mort, telles que la capacité d'identifier un poison selon la façon dont il tue. Ses plus de 200 ans d'existence lui ont également permis d'en apprendre beaucoup sur la nature humaine. Il a été marié au moins deux fois. Sa première femme, Nora, qu'il avait épousée avant de devenir immortel, l'a fait interner dans un asile pensant qu'il était devenu fou lorsqu'il lui a raconté comment il avait survécu; mais finit par le croire quand, des années plus tard, elle le retrouve dans un hôpital, toujours aussi jeune alors qu'elle a grandement vieilli. Elle cherche à le convaincre de mettre le monde au courant de ce "miracle", "ce cadeau du ciel", et tentera de le tuer pour le prouver devant son refus catégorique mais malheureusement tuera à la place la petite amie de l'époque de ce dernier, qui s'était interposée, détruisant une nouvelle fois sa vie. Sa deuxième femme, Abigail, qu'il a connue au XXe siècle et avec qui il a élevé Abraham (Abe), semble avoir disparu depuis les années 1980. Ils ont connu une vie presque normale pendant plusieurs années, même si Abigail et Abe partageaient le secret d'Henry et ont dû changer de vie pour cette raison. Dans les années 1880, Henry a participé à l'enquête sur Jack l'Éventreur à Londres. Dans les années 1940, il a participé au D-Day. Il a abandonné sa carrière initiale de médecin le 8 octobre 1956 après avoir été abattu par un gangster en compagnie d'un boucher, Henry ayant alors choisi de ramper et de mourir à l'abri des regards pour ne pas trahir son secret, plutôt que de tenter de sauver le boucher. Sentant qu'il ne pourrait plus être médecin sans devoir renoncer à la préservation de son secret, il s'est servi de ses différents métiers pour mettre au point sa couverture actuelle en tant que médecin légiste. Henry affirme ainsi avoir travaillé comme fossoyeur et avoir reçu son doctorat à l'Université de Guam. Une pirate informatique découvre que son dossier est basé sur des faits inexacts, mais elle accepte de le modifier après qu'Henry lui a sauvé la vie, en y ajoutant le fait qu'il aurait été major de sa promotion à l'Université d'Oxford, ce qui est cohérent avec ses origines anglaises.

- Détective Jo Martinez : Jo est détective à la police de New York. À la fois intriguée et écœurée par la connaissance médicale détaillée de Morgan lors de l'examen d'un cadavre. Elle trouve son comportement excentrique, mais a confiance en sa perspicacité pour résoudre les homicides. Originaire d'un milieu défavorisé avec un père hors la loi, elle a perdu son mari un an avant de rencontrer Henry. Son mari était un avocat, mort d'une crise cardiaque pendant qu'il courait sur un tapis de sport lors d'un déplacement à Washington. Elle est affectée au 11e district de New York. Dans l'épisode Le Copycat (The Frustrating Thing About Psychopaths), Jo se retrouve forcée de tirer et fait sa première victime.

- Lucas Wahl : L'assistant du Docteur Morgan au bureau du médecin légiste de New York, qui exprime son scepticisme sur le peu d'informations qu'il sait à propos de son patron et qui possède une mémoire étonnante pour ses activités quotidiennes.

- Détective Mike Hanson : Le partenaire de Martinez.

- Lieutenant Joanna Reece : Le chef de Martinez et de Hanson au 11e district.

- Abraham « Abe » Morgan : Il est le confident de Morgan et son fils adoptif (bien qu'il prétende à Jo qu'il a travaillé dans le passé avec le père d'Henry pour fournir une explication plausible à leur colocation). À la fin de la Seconde Guerre mondiale, il a été sauvé du camp de concentration de Belsen, après avoir survécu à la Shoah d'Auschwitz (sa ville natale). Henry et son épouse Abigail l'ont adopté alors qu'il était encore enfant. Il est actuellement propriétaire d'un magasin d'antiquités dont Henry utilise le sous-sol comme laboratoire pour sa recherche sur son immortalité. Abe a combattu à la guerre du Vietnam et a une ex-épouse (qu'il a épousée deux fois) nommée Maureen Delacroix (Jane Seymour), qui n'a jamais rencontré Henry, mais qui croit qu'il est le fils de Abe. Après avoir découvert les noms de ses parents biologiques, la recherche généalogique de Abe a révélé qu'Henry est en réalité un ancêtre éloigné, puisque l'un de ses aïeuls était le fils illégitime d'un oncle d'Henry coureur de jupons.

- Abigail Morgan : L'épouse de Morgan après la Seconde Guerre mondiale et mère adoptive d'Abe. Il l'a rencontrée quand il était un médecin et elle une infirmière soignant les survivants des camps de concentration. Ils ont passé leur lune de miel à bord de l'Orient Express en 1955 bien après leur mariage, n'ayant pas eu l'occasion de le faire plus tôt car devant s'occuper de Abe. La dernière période de temps dans laquelle a été montré Abigail est 1982, quand elle était encore mariée à Henry mais avait l'air d'être plus âgée d'une génération qu'Henry. Peu de temps après, elle a disparu sans laisser de trace malgré les efforts d'Henry pour la retrouver, il a reconnu que la fin de sa relation avec Abigail lui a causé beaucoup une douleur qui l'empêche de se lier à toute personne pour laquelle il a de vrais sentiments. Dans l'épisode De souvenirs et d'os (The Night in Question), il est révélé qu'Abigail se tua après un accident de voiture pour éviter qu'Adam ne retrouve Henry : Abigail se tranche elle-même la gorge avec le couteau d'Adam pour éviter de lui dire où est Henry.

- Lewis Farber dit « Adam » : Un autre immortel d'au moins deux mille ans, se faisant surnommer Adam, car « il est là depuis le début » et n'a pas trouvé de moyen de se tuer. L'analyse de son sang lors d'une enquête par l'équipe de Morgan a révélé qu'il a contracté au cours de sa vie plusieurs maladies aujourd'hui disparues, comme la peste bubonique. Des flashbacks révèlent qu'Adam a été brutalement torturé par Josef Mengele dans le cadre de la recherche nazie pour étudier son immortalité, le laissant avec une haine des nazis et une sympathie pour les autres survivants comme Abe, le fils adoptif de Morgan. Dans l'épisode Bains de nuit (Skinny Dipper), il apparaît pour la première fois à visage découvert en tant que psychiatre de la police de New York (NYPD) que l'on affecte à Henry Morgan à la suite d'une affaire traumatisante. Lewis convainc un de ses patients qu'en tuant Henry, il pourra récupérer son immortalité. Henri n'a d'autre choix que d'avertir ses collègues qu'il est victime d'un harceleur, se retrouvant confronté avec le patient d'Adam, il devra le tuer pour se défendre. Avant de quitter New York, Lewis est démasqué par Henry comme n'étant autre qu'Adam qui avouera ensuite que son objectif était de pousser Henri à tuer une première fois. Adam réapparaîtra plus tard lors d'une enquête d'Henry à propos d'œuvres d'arts volées par les nazis. Adam souhaite retrouver une dague qu'il possédait avant la guerre. Bien qu'il ait échoué à la retrouver, Adam fournit à Abe un livre qui lui permet de connaître le nom de ses parents biologiques, information qu'il ignorait jusque-là. La dague sera finalement localisée et il sera révélé qu'en plus d'être celle qui provoqua la première mort d'Adam, elle fut aussi utilisée pour tuer Jules César.

## Accueil

### Audiences

#### Aux États-Unis
Le lundi 22 septembre 2014, ABC diffuse l'épisode pilote à la suite de Dancing with the Stars, qui réalise une audience de 8,59 millions de téléspectateurs avec un taux de 1,7 % sur les 18-49 ans, qui est la tranche d'âge ciblée par les annonceurs, soit un lancement en demi teinte. Le lendemain, le deuxième épisode est diffusé dans sa case originale du mardi et réunit 6,62 millions de téléspectateurs avec un taux similaire à l'épisode de la veille, soit 1,7 % sur les 18-49 ans.

#### En France
En France, le lancement de la série s'est effectué devant 7,05 millions de téléspectateurs sur TF1, soit 28 % sur les 4 ans et plus et un excellent 38 % sur les ménagères de moins de 50 ans pour le premier épisode, qui est la cible privilégiée des annonceurs en France. Ensuite les deux autres épisodes diffusés à la suite ont réuni respectivement 6,73 millions de téléspectateurs, et 5,62 millions de téléspectateurs pour le dernier épisode (diffusé à partir de 22 h 35 ce qui peut expliquer une audience moins forte) lors de la soirée de lancement de la série, soit un très bon lancement pour une série diffusée sur TF1.
L'ensemble de la saison 1 a enregistré sur les quatre ans et plus un taux d'audience de 27 % et sur les femmes de moins de 50 ans 36 %. L'audience moyenne a été de 6,3 millions de téléspectateurs.

### Réception critique
Forever reçoit un accueil mitigé avec un score de 54⁄100 sur le site Metacritic et 57 % d'avis favorables sur le site Rotten Tomatoes.

## DVD (France)
- L'intégrale de la série est disponible depuis le 3 février 2016 en coffret 5 DVD distribué par Warner Home Video [34].